# Stadion Junactwa w Mozyrzu
Stadion Junactwa (Junost´) w Mozyrzu (biał.: Юнацтва; ros.: Юность) – wielofunkcyjny stadion w Mozyrzu, na Białorusi. Obiekt może pomieścić 5253 widzów. Został otwarty w 1992 roku. Boisko ma wymiary 105 m x 74 m. Swoje spotkania rozgrywa na nim drużyna Sławija Mozyrz.